# Epic (revista)
Epic fue una revista española de cómics que publicó material del magazine estadounidense Epic Illustrated del sello Epic de Marvel comics, principalmente de temática fantástica y de ciencia ficción para adultos.
La revista tuvo muy breve vida, tan sólo llegó a publicar 3 números en 1982.

## Contenido
Algunas de las series que se publicaron, que quedarían inconclusas, fueron las siguientes:
- Odisea de la Metamorfosis de Jim Starlin.
- Almuric de Roy Thomas y Tim Conrad.
- La Ciudad del Ensueño, de Elric de Menilboné de Roy Thomas y P. Craig Russell.

La revista incluyó así mismo diversas historias cortas tales como:
- Cabezas, de Arthur Suydam.
- La Respuesta, una historia de Silver Surfer de Stan Lee, John Buscema y Rudy Nebres.
- La luz de siete lunas proyecta sombras complejas de Samuel R. Delany y Howard Chaykin.
- Sigfrido y el dragón de P. Craig Russell
- Libido de Doug Moench y Paul Gulacy.